# Ron Popeil
Ronald M. "Ron" Popeil (/poʊˈpiːl/; sinh ngày 03 tháng 5 năm 1935) là một nhà phát minh người Mỹ và tiếp thị cá tính, nổi tiếng nhất cho mình tiếp thị phản ứng trực tiếp công ty Ronco. Anh ấy nổi tiếng với sự xuất hiện của mình trong quảng cáo thông tin cho Showtime Rotisserie và cụm từ được đặt ra "Cài đặt nó, và quên nó đi!" cũng như phổ biến cụm từ, "Nhưng chờ đã, còn nhiều nữa!" trên truyền hình sớm nhất là giữa những năm 1950.

## Cuộc sống cá nhân và sự nghiệp
Popeil được sinh ra trong một gia đình Do Thái  tại thành phố New York năm 1935. Khi anh lên 6, bố mẹ anh li dị và anh cùng anh trai đến sống ở Florida với ông bà. Năm 17 tuổi vào năm 1952, Ron đi cùng ông bà đến làm việc cho cha mình, Samuel Popeil, tại cơ sở sản xuất của công ty (Popeil Brothers) ở Chicago. Ông bà của anh sau đó trở về Florida và Ron vẫn ở với bố.
Popeil đã học được giao dịch từ cha mình, người cũng là một nhà phát minh và bán hàng của nhiều thiết bị liên quan đến nhà bếp như Chop-O-Matic và Veg-O-Matic cho các cửa hàng bách hóa lớn. Chop-O-Matic đã bán lẻ với giá 3,98 đô la Mỹ và bán được hơn hai triệu chiếc. Nó gián tiếp thúc đẩy Ron Popeil chuyển sang truyền hình, vì việc cắt rau quả rất hiệu quả, việc các nhân viên bán hàng mang theo tất cả những gì họ cần cho chào hàng là điều không thực tế. Giải pháp là băng minh họa. Sau khi thực hiện, bước nhảy vọt đến thông tin thương mại theo sau.
Ron ban đầu hoạt động như một nhà phân phối các sản phẩm nhà bếp của cha mình và sau đó thành lập công ty riêng của mình (Ronco) vào năm 1964. Ông tiếp tục làm nhà phân phối cho cha mình và thêm các sản phẩm bổ sung từ các nhà sản xuất khác. Ron và cha anh (Samuel) trở thành đối thủ cạnh tranh trong những năm 1970 cho cùng một kinh doanh cửa hàng bán lẻ.
Popeil nhận giải Ig Nobel về Kỹ thuật tiêu dùng năm 1993. Ủy ban giải thưởng mô tả ông là " nhà phát minh không ngừng và người chào hàng thường xuyên của truyền hình đêm khuya "  và trao giải thưởng công nhận "định nghĩa lại cuộc cách mạng công nghiệp" với các thiết bị của ông. Ông là thành viên cũ của hội đồng quản trị Mirage Resorts, nơi ông đã phục vụ 22 năm dưới thời Steve Wynn cũng như là thành viên cũ của hội đồng quản trị của MGM Hotels trong 7 năm dưới quyền của Kirk Kerkorian. Ông đã trở thành người nhận giải Thành tựu trọn đời của Hiệp hội Bán lẻ Điện tử năm 2001  và ông được liệt kê trong Hội trường Danh vọng Tiếp thị Trực tiếp.
Anh ấy hiện đang  một thành viên của ban cố vấn cho các chương trình kinh doanh, quản lý và pháp lý của Đại học California Los Angeles. Vào tháng 8 năm 2005, ông đã bán công ty của mình, Ronco, cho Fi-Tek VII, một công ty cổ phần của Denver, với giá 55 triệu đô la Mỹ, với kế hoạch tiếp tục làm phát ngôn viên và nhà phát minh trong khi có thể dành nhiều thời gian hơn cho gia đình.
Năm 1956, ông kết hôn với Marilyn Greene, người có hai con gái; họ ly dị năm 1963. Sau đó, anh kết hôn với Lisa Boehne và có một cô con gái. Anh và Boehne ly dị vào khoảng trước năm 1995, khi anh cưới Robin Angers, người anh có thêm hai cô con gái.
Kể từ năm 2006, anh sống ở Hillsly Hills, California, cùng với vợ, Robin Popeil và hai trong số năm cô con gái của anh. Ashley Tisdale và Jennifer Tisdale là anh em họ của anh.

## Phát minh
Popeil được ghi nhận trong tiếp thị và trong một số trường hợp phát minh ra nhiều loại sản phẩm. Trong số những người được biết đến nhiều hơn và thành công hơn là bộ xử lý thực phẩm cầm tay Chop-O-Matic ("Thưa quý vị, tôi sẽ cho bạn thấy thiết bị nhà bếp tuyệt vời nhất từng được tạo ra  ... Tất cả hành tây của bạn được cắt nhỏ để hoàn thiện mà không rơi một giọt nước mắt nào. "), Người kế nhiệm Dial-O-Matic cho Veg-O-Matic (" Cắt lát cà chua mỏng đến mức chỉ có một mặt. "). Popeil cũng nổi tiếng với các phát minh đồ gia dụng của mình như Máy khử nước khổng lồ và Máy làm thịt bò, Máy làm mì ống điện và Máy quay & Showtime Showtime của ông. Showtime Rotisserie & BBQ của anh đã bán được hơn 8 triệu đơn vị tại Mỹ, giúp doanh số bán đồ gia dụng của Ronco vượt quá 1 tỷ đô la lợi nhuận.  Sau khi nghỉ hưu, Ron tiếp tục phát minh ra các sản phẩm bao gồm Hệ thống nấu ăn thực phẩm và đồ ăn Thổ Nhĩ Kỳ 5in1 mà ông đã từng  phát triển trong hơn mười năm.

## Văn hóa đại chúng
Thành công của Ron Popeil trong quảng cáo thông tin, tính cách tiếp thị đáng nhớ và sự phổ biến trên truyền hình Mỹ đã cho phép anh và các sản phẩm của mình xuất hiện trong nhiều môi trường truyền thông phổ biến bao gồm xuất hiện trên các chương trình truyền hình như The X-Files,  Futurama,   King of the Hill,   The Simpsons,  Sex and the City , Chương trình hàng ngày  và The West Wing . Các bản nhái của quảng cáo của Popeil đã được thực hiện trong chương trình hài kịch Saturday Night Live của Dan Aykroyd  và Eddie Murphy  và "Veg-O-Matic" có thể đã mang đến cảm hứng cho nghệ sĩ hài Gallagher cho "Sledge-O- Matic "thường lệ từ những năm 1980. Loạt phim hoạt hình " VeggieTales " từng có một đoạn nhại lại "Veg-O-Matic" được mệnh danh là "Forgive-O-Matic".  "Ngoài ra, nhóm thẻ đấu vật chuyên nghiệp Midnight Express được mệnh danh là người hoàn thiện của họ di chuyển Veg-O-Matic.
Popeil được độc giả của Tạp chí Self bình chọn là một trong 25 người đã thay đổi cách chúng ta ăn, uống và suy nghĩ về thực phẩm.
Popeil đã được nhắc đến trong âm nhạc của Alice Cooper, Beastie Boys và "Weird Al" Yankovic. Bài hát "Mr. Popeil" của Yankovic là một lời tri ân dành cho cha của Ron, Samuel Popeil (và nổi bật với chị gái của Ron là Lisa Popeil về việc hát lại). Ron Popeil sau đó đã sử dụng bài hát này trong một số quảng cáo của mình.
Trong cuốn sách What the Dog Saw: Và những cuộc phiêu lưu khác của Malcolm Gladwell, Ron Popeil đã được phỏng vấn và nhiều sản phẩm của ông, đáng chú ý nhất là Rot -erie Veg-O-Matic và Showtime Tác phẩm "The Pitchman" của Malcolm Gladwell về Ron Popeil đã giúp Gladwell giành được giải thưởng Tạp chí Quốc gia năm 2001. Bài báo được xuất bản lần đầu trên tờ The New Yorker năm 2000.

## Trích dẫn
1. ↑  McGeehan, Patrick (ngày 11 tháng 12 năm 1994). "Profile: He's Back! The Amazing Human Selling Machine!". New York Times. Truy cập ngày 7 tháng 10 năm 2008.
2. ↑  "Ron Popeil - Inventor, Television Personality". www.biography.com. Bản gốc lưu trữ ngày 22 tháng 1 năm 2019. Truy cập ngày 21 tháng 1 năm 2019. {{Chú thích web}}: Đã bỏ qua tham số không rõ |= (trợ giúp)
3. ↑  Các gia đình liên tôn: "Những người nổi tiếng liên tôn: Tại sao màu hồng là một túi hỗn hợp" của Nate Bloom. 2015
4. ↑  Mateja, Andrew (2013). The Rise and Fall of the First Popeil Gadget Dynasty. Mustang, Oklahoma: Tate Publishing. tr. 33.
5. ↑  "Bản sao đã lưu trữ". Bản gốc lưu trữ ngày 30 tháng 8 năm 2009. Truy cập ngày 21 tháng 1 năm 2019. {{Chú thích web}}: Đã bỏ qua tham số không rõ |= (trợ giúp)
6. ↑  "Lifetime Achievement Award". retailing.org (bằng tiếng Anh). Electronic Retailing Association. Bản gốc lưu trữ ngày 6 tháng 5 năm 2018. Truy cập ngày 22 tháng 5 năm 2017. {{Chú thích web}}: Đã bỏ qua tham số không rõ |= (trợ giúp)
7. ↑  "Ashley Tisdale Biography". Hollywood.com. Bản gốc lưu trữ ngày 25 tháng 1 năm 2013. Truy cập ngày 30 tháng 6 năm 2009.
8. ↑  (25 tháng 9 năm 1982) Quảng cáo trực tiếp vào tối thứ bảy cho "Dự phòng thiên hà Popeil".
9. ↑  "ronco.com". Bản gốc lưu trữ ngày 17 tháng 4 năm 2011. Truy cập ngày 16 tháng 4 năm 2011.
10. ↑  Malcolm Gladwell, "Người ném bóng" Lưu trữ ngày 15 tháng 11 năm 2017 tại Wayback Machine